# Natzweiler-Struthof

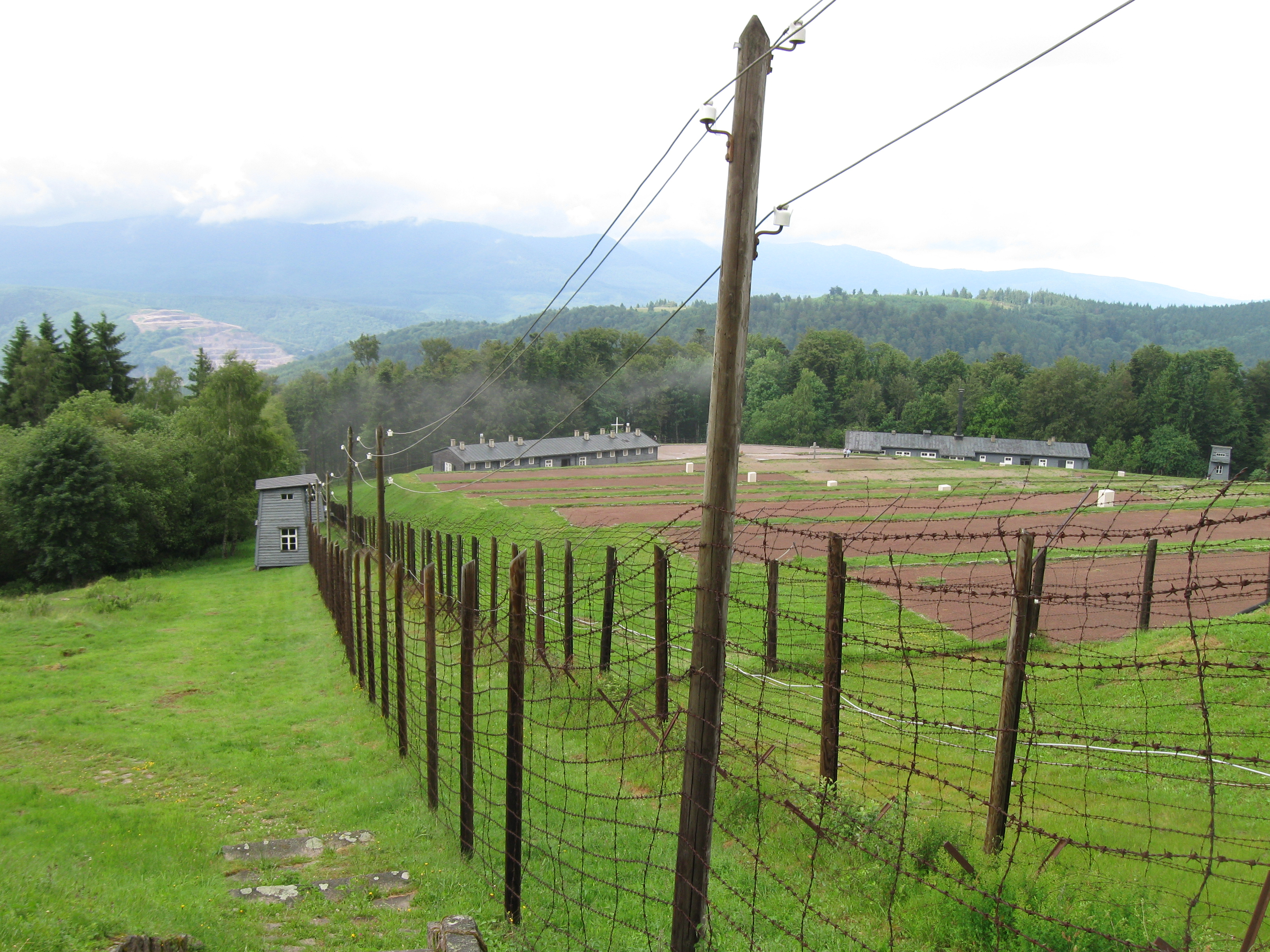
Koncentrační tábor Natzweiler-Struthof

Koncentrační tábor Natzweiler-Struthof (německy: Konzentrationslager Natzweiler-Struthof) byl v období od 1. května 1941 do 23. listopadu 1944 jediným koncentračním táborem na území dnešní Francie. V době jeho založení, byly Alsasko a Moselle připojené k Třetí říši. Byl založen během druhé světové války v lokalitě Struthof, v kopcích nad městem Natzwiller (Bas-Rhin).
Koncentračním táborem a jeho pobočkami prošlo asi 52 000 vězňů z celé Evropy (včetně Čechů), ale především z Francie, zejména z věznic v lotrinských městech Épinal a Nancy a také Belfort v regionu Franche-Comté. 22 000 lidí zde zemřelo, z toho více než 200 československých občanů, na následky věznění, vysílení, pokusů na lidech, nemocí, nachlazení, podvýživou nebo bylo zavražděno.
Byli zde vězněni například slovinský spisovatel Boris Pahor, nebo norský politik Trygve Bratteli.
V táboře se prováděly experimenty na lidech s tyfem, yperitem a fosgenem (mimo jiné), také zde byl uváděn v praxi „projekt“ Sbírky židovských koster.

## Velitelé
| Lagerkommandant        | období                   |
| ---------------------- | ------------------------ |
| Hans Hüttig            | duben 1941 – březen 1942 |
| Egon Zill              | květen 1942 – září 1942  |
| Josef Kramer           | říjen 1942 – duben 1944  |
| Friedrich Hartjenstein | květen 1944 – leden 1945 |
| Heinrich Schwarz       | únor 1945 – duben 1945   |

## Galerie

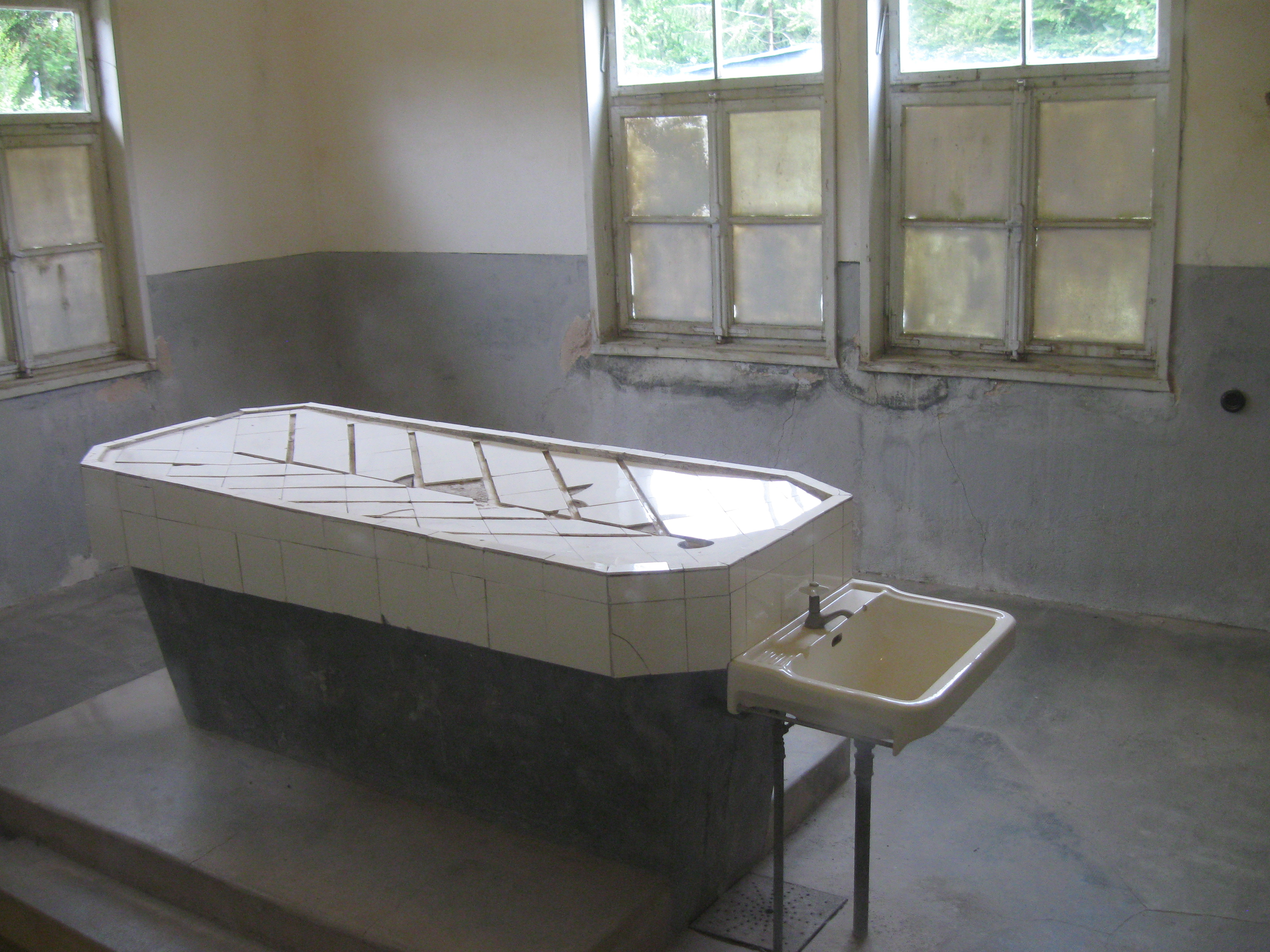
místnost pro lékařské experimenty a pitevna
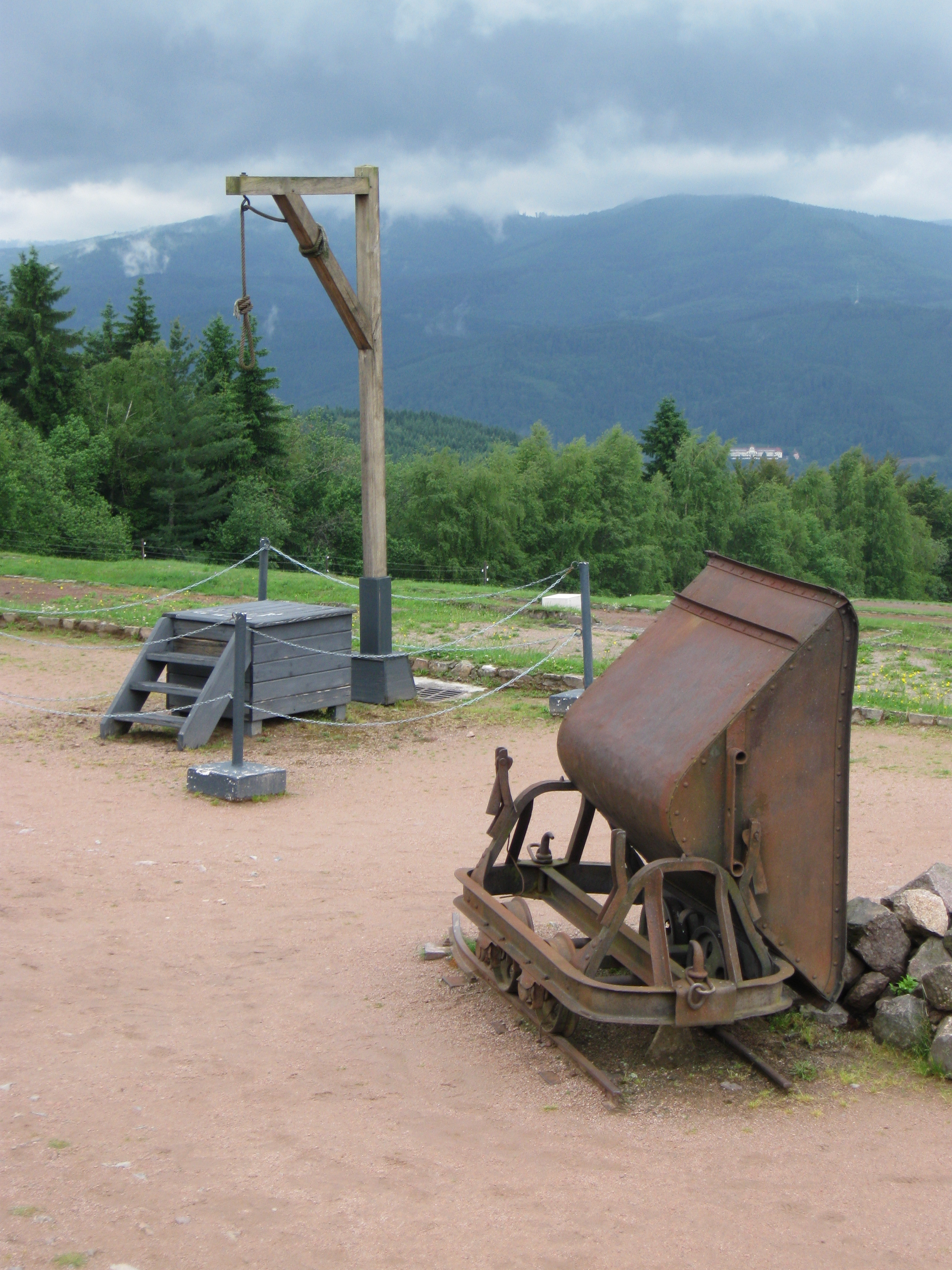
popraviště v táboře
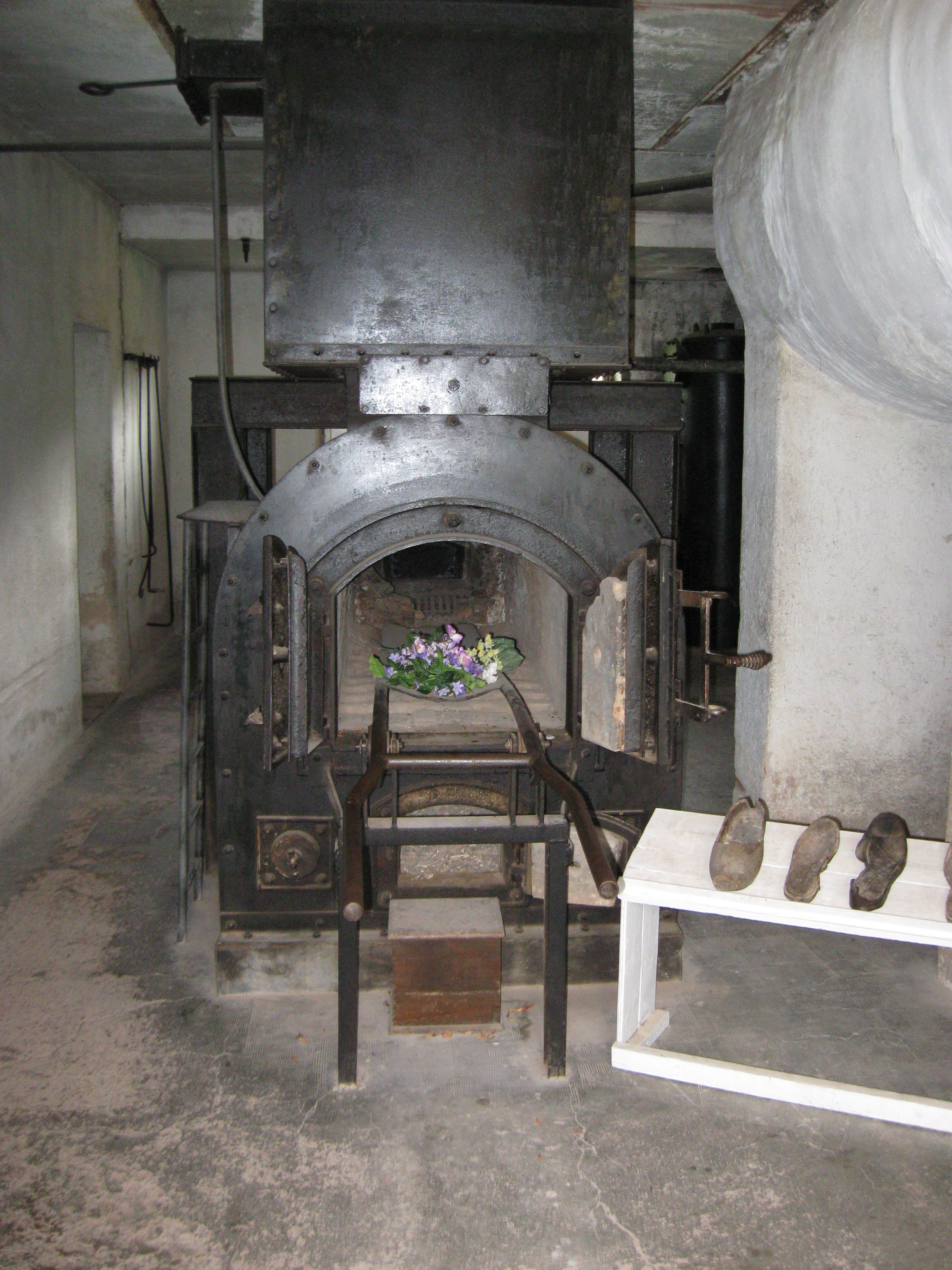
krematorium v táboře